# Challenger de Jinan 2017

El torneo China International Challenger Jinan 2017 fue un torneo profesional de tenis. Perteneció al ATP Challenger Series 2017. Se disputó en su 1ª edición sobre superficie dura, en Jinan, China entre el 7 al el 12 de agosto de 2017.

## Jugadores participantes del cuadro de individuales
| Favorito | País                     | Jugador           | Rank1 | Posición en el torneo |
| -------- | ------------------------ | ----------------- | ----- | --------------------- |
| 1        | Bandera de China Taipéi  | Lu Yen-hsun       | 89    | CAMPEÓN               |
| 2        | Bandera de Rusia         | Yevgueni Donskoi  | 124   | Semifinales, baja     |
| 3        | Bandera de Japón         | Go Soeda          | 138   | Semifinales           |
| 4        | Bandera de Corea del Sur | Lee Duck-hee      | 151   | Cuartos de final      |
| 5        | Bandera de Serbia        | Nikola Milojević  | 178   | Segunda ronda         |
| 6        | Bandera de Lituania      | Ričardas Berankis | 193   | FINAL                 |
| 7        | Bandera de Corea del Sur | Kwon Soon-woo     | 203   | Cuartos de final      |
| 8        | Bandera de Japón         | Hiroki Moriya     | 213   | Primera ronda         |

- 1 Se ha tomado en cuenta el ranking del 31 de julio de 2017.

### Otros participantes
Los siguientes jugadores recibieron una invitación (wild card), por lo tanto ingresan directamente al cuadro principal (WC):
- Zhang Zhizhen

Los siguientes jugadores ingresan al cuadro principal tras disputar el cuadro clasificatorio (Q):
- Vijay Sundar Prashanth
- Sidharth Rawat
- Kento Takeuchi

## Campeones

### Individual Masculino
- Lu Yen-hsun derrotó en la final a  Ričardas Berankis, 6–3, 6–1

### Dobles Masculino
- Hsieh Cheng-peng /  Peng Hsien-yin derrotaron en la final a  Sriram Balaji /  Vishnu Vardhan, 4–6, 6–4, [10–4]